# EC Aquidauana
EC Aquidauana was een Braziliaanse voetbalclub uit Aquidauana in de staat Mato Grosso do Sul. 

## Geschiedenis
De club werd in 1973 opgericht en speelde in 1979 in de eerste editie van het Campeonato Sul-Mato-Grossense. In 1980 eindigde de club derde. De volgende jaren eindigde de club echter op de laatste of voorlaatste plaats. In 1987 werd de club gecoacht door de legendarische Santos-speler Coutinho. Eind jaren tachtig verdween de club. 